# Moïse Tshombe
Moïse Tshombe, född 10 november 1919 i Musumba, Belgiska Kongo (idag Kongo-Kinshasa), död 29 juni 1969 i Alger, Algeriet, var en kongolesisk politiker. Han var ledare för Katangarebellerna, utbrytarstaten Katangas president, och det enade Kongos regeringschef 1964–1965.

## Biografi
Moïse Tshombe gick i missionsskola, och var därefter verksam som affärsman i Élisabethville, som då låg i Belgiens koloni Kongo. När landet förklarades självständigt 1960, utbröt statsförfall och myteri, och belgarna som förestod den statliga förvaltningen flydde landet på grund av oroligheterna. I det läget proklamerade Tshombe provinsen Katanga vara en självständig stat, och han valdes till landets president. Detta var upptakten till den så kallade Kongokrisen. 1963 slogs de katanganska styrkorna ner av FN, och när Kongo enades därigenom gick Tshombe i exil. 
Året därpå, 1964, föll Cyrille Adoulas regering, och president Joseph Kasavubu kallade Tshombe att bilda regering, bestående av de olika stridande parterna för att tvinga dem till samarbete. Tshombe ledde då det parti han hade bildat, CONACO, en sammanslagning av 49 partier. Landets ekonomi hade sedan uppbrottet från Belgien genomlidit en svår kris, och under Tshombe blev Kongo bankrutt. Med hjälp av fallskärmsjägare från Belgien och USA, försökte Tshombe slå ner de kvarvarande upprorsgrupperna i landet, men förgäves. 
Efter ett korrumperat val 1965 blossade nya stridigheter upp mellan de olika fraktionerna inom regeringen, vilket avlöpte med att Tshombe lät fängsla sin motståndare Bomboko. Presidenten svarade med att avsätta Tshombe i oktober 1965. Än en gång gick Tshombe i landsflykt. Han begav sig till Spanien, men kidnappades 1967, och blev förd till Algeriet. Kongo begärde av Houari Boumédiènne att han skulle utlämna Tshombe för att de skulle kunna ställa honom till svars för högförräderi, men trots att Algeriets högsta domstol tog beslut om det, förhindrade Boumédiènne att utlämnandet verkställdes. Tshombe avled i Algeriet 1969.
Det var Tshombe som FN:s generalsekreterare, Dag Hammarskjöld, skulle träffa när det svenska Transair-planet med FN-personal havererade utanför Ndola den 18 september 1961.